# ميجيل ميورا
ميجيل ميورا سانتوس (بالإسبانية: Miguel Mihura Santos) كاتب ومؤرخ وصحفي إسباني ولد في مدريد في 21 يونيو 1905. ويُعد ميورا أحد مؤسسى المجلات الفكاهية مثل: الرشاش وطائر السمان. وبالرغم من أن ميورا بدأ الكتابة قبل الحرب، الا أن الاعتراف به قد جاء متأخراً بعض الشيء، حيث بدأت أعماله في الظهور بانتظام في فترة الخمسينيات، ففي عام 1932 كتب العمل الكوميدي ثلاث قباعات من الزجاج، والذي لم يُنشر حتى 1947. وهو يُعتبر واحد من أعظم الأعمال في المسرح الفكاهى والذي يقدم بعض ملامح المسرح الساخر حيث يواجه فيه عالم القيود والأعراف والحرية والخيال وهذا هو الموضوع الأساسي في عمله. وتوفي أيضاً في مدريد في 28 أكتوبر 1977.

## السيرة الذاتية
والده ميجيل ميورا الباريث. كان ميورا طفلٌ حساس جداً وموسوس. في شبابه ترك دراسته من أجل العمل في مجلات الفكاهة والقصص الكرتونية مثل: مجلة القرد ومجلة فكاهة جيدة وشكراً جزيلاً. وقد عمل صحفياً خلال العشرينات. وكانت هذة السنوات بمثابة مرحلة بوهيمية حيث التجمعات في المقاهى وهناك التقى بكبار الصحفيين في المجال الفكاهى مثل: تونو وادجار نيبيا وانريكى خارديال بونثيلا الذي أثر بقوة في اسلوبه. كان ميورا يُعد أحد مؤسسى المجلات الفكاهية مثل: الرشاش وطائر السمان.
على الرغم من أن ميورا بدأ الكتابة قبل الحرب، ألا أن الاعتراف به قد جاء متأخراً بعض الشيء، حيث بدأت أعماله في الظهور بانتظام في فترة الخمسينيات، ففي عام 1932 كتب العمل الكوميدى ثلاث قباعات من الزجاج، والذي لم يُنشر حتى 1947 ولم يُمثل حتى 1952 (أي بعد عشرين سنة من كتابتها)، وهو يُعتبر واحد من أعظم الأعمال في المسرح الفكاهى والذي يقدم بعض ملامح المسرح الساخر حيث يواجه فيه عالم القيود والأعراف والحرية والخيال وهذا هو الموضوع الأساسي في عمله.
خلال الحرب الأهلية لجأ إلى سان سيباستيان مع الطائفة الوطنية وانتمى إلى الكتيبة الإسبانية، وهناك أصبح مدير مجلة دعاية لجنود الجبهة. وفي عام 1941 أصبحت هذة المجلة التي كان يُديرها ميورا في الفترة (1941 _ 1944)  تحمل اسم السمان وقد اعتبرت كمحاكاه ساخرة للأعراف الاجتماعية في تلك الفترة. وقد ظهر موضوع الحرية في بعض أعماله ولكن بأنماط مختلفة مثل: قرار راقى عام 1955 وحبيبى خوان عام 1956 ودوروتيا الجميلة عام 1963 . العمل الأول يتناول موضوع تحرير المرأة في أواخر القرن التاسع عشر. وفي العمل الثانى نجده يدعو المشاهدين للعيش خارج الأعراف الأجتماعية الصارمة. والعمل الأخير يعكس مواجهة دوروتيا مع مجتمع فقير وقاسٍ.
و قد ظهر في فترة الخمسينيات تغير طفيف في أعمال ميورا حيث أن السخرية غلبت على الفكاهة. وقد ظهر بالفعل هذا التحول من خلال عمله حالة السيدة الرائعة عام 1953 وأكده في عمله في نصف الضوء الثالث. كما اشترك في قصة الفيلم أهلا، مستر مارشال  عام 1952 مع بارديم وبيرلانجا. 

## اسهاماته

و لقد جدد ميجيل ميورا المسرح الفكاهى عن طريق استخدام دلالات لفظية وخدع مع شئ من العبس. يظهر في أعماله محاولاته في اخفاء التشاؤم وخيبة الأمل في المجتمع. ولقد قدم المسرح العبسى من خلال المواقف الغير منطقية وعدم وجود ترابط في الكلام. 
ولقد عمل ميورا أيضاً مع أخيه في السنيما، ولقد صنفت أعماله ذات الطابع الكوميدى إلى فترتين:
الفترة الأولى (ما بين 1932- 1946) : يغلب فيها المواجهة بين الأبطال ومحيطهم الاجتماعى. يعد العمل ثلاث قباعات من الزجاج واحد من الأعمال المؤلفة بالتعاون مع مؤلفين آخرين مثل: يحيا المستحيل أو تحيا محاسبة النجوم عام 1939 والعمل لا الفقير ولا الغنى ولكن العكس  عام 1943 والعمل حادثة المرأة المغتالة عام 1946 .
الفترة الثانية : تظهر فيها الأعمال الكوميدية التقليدية ذات الطابع البوليسى مثل: ماريبيل و العائلة الغريبة عام 1959 ونيناتا و سيد مورسيا عام 1964.
== أعماله وسنة إصدارها
== 
| سنة النشر | العمل الأدبي                        |
| --------- | ----------------------------------- |
| 1939      | يحيا المستحيل أو تحيا محاسبة النجوم |
| 1943      | لا الفقير ولا الغنى ولكن العكس      |
| 1946      | حادثة المرأة المغتالة               |
| 1952      | ثلاث قباعات من الزجاج               |
| 1953      | امرأة عادية                         |
| 1953      | حالة السيدة الرائعة                 |
| 1953      | في نصف الضوء الثالث                 |
| 1954      | حالة الرجل المرتدى اللون الأرجوانى  |
| 1955      | قرار راقى                           |
| 1955      | السلة                               |
| 1956      | حبيبى خوان                          |
| 1957      | كارلوتا                             |
| 1958      | شراب الخوخ                          |
| 1959      | ماريبيل والعائلة الغريبة            |
| 1961      | فيلا مدام رينارد                    |
| 1962      | العشيقات                            |
| 1963      | دوروتيا الجميلة                     |
| 1964      | معجزة في منزل عائلة لوبيث           |
| 1964      | نيناتا وسيد مورسيا                  |
| 1965      | ابريق الشاى                         |
| 1966      | نيناتا وأزياء باريس                 |
| 1967      | المحتشمة                            |
| 1968      | الحب والقمر فقط يجلبان الحظ         |

## أعماله وسنة إصدارها

### حبيبى خوان[25]
حبيبى خوان هو عمل مسرحى للكاتب ميجيل ميورا، والذي عرض في المسرح الكوميدى في مدريد في 11 يناير عام 1956.

#### ملخص العمل
تدور الأحداث حول قصة العشيقان خوان وايرين. حيث أن ايرين دائماً تعبر عن رغبتها الشديدة في الزواج، في حين أن خوان يضع كل أنواع العقبات ليقاوم هذة الرغبة. جاعلة من الضرورة فضيلة، هذا هو الشعار الذي انتهجته ايرين مراراً وتكراراً عندما حولت بعضاً من العقبات إلى حوافز غير قابلة للجدال حتى تسير على الدرب. وكل هذا أمام حالة ذهول من والدها الصارم الدكتور بالاسيوس. 
===حادثة المرأة المغتالة
حادثة المرأة المغتالة هو عمل مسرحى مكون من ثلاث فصول كتبه ميجيل ميورا وألبارو دى لايجليسيا عام 1946 . 

##### الفصل الأول
مرسيدس هي امرأة ثرية والتي شاركت زوجها لورنزو والخدام تيريزا وروزاورا وريناتو في حياتها المملة في فيلا في الضواحى. في ليلةٍ ما رأت مرسيدس حلم غريب والذي كان فيه زوجٌ يرافقه هندىٌ سيوكس يقتحم منزلها مؤكداً أن هذا هو منزله الطبيعى. ومن خلال الحوار الذي أقامه الزوج علمت أنه قد قتل زوجته السابقة. وبعد أن استيقظت أدركت أن الزوج الذي كان بالحلم لم يكن شخص آخر سوى زوجها الحقيقى. 

##### الفصل الثانى
بعد بضعة أيام، عيّن لورنزو الآنسة راكيل سكريتارية لتساعده في أعماله الدقيقة. وبعدها اكتشفت مرسيدس أن راكيل هي المرأة التي ظهرت في الحلم. وبعد فترة وجيزة ظهر نورتون وهو زبون زوجها الذي صادف أن يكون سيوكس في الحلم. وبعدها قررت مرسيدس أن تعترف لنورتون بكابوسها ولكنها علمت بعد ذلك أنه كان يحلم بها في نفس الوقت. 

##### الفصل الثالث
بعد بضعة أشهر، أصبحت الصداقة بين مرسيدس ونورتون قوية، في حين أن لورنزو وراكيل قد وصلوا إلى أقصى شغفهم. ولكن كان على نورتون أن يعود إلى وطنه أمريكا. وفي ليلة عيد الميلاد جهزت مرسيدس حفلة وداعية والتي حضرها كلاً من نورتون وراكيل بجانب لورنزو. وكان الثلج في هذة الليلة يتساقط بغزارة. وكما هو متوقع في هذه الليلة تسممت مرسيدس من قِبَل زوجها وحبيبته، بينما توفى نورتون في حادث سيارة عند عودته إلى الفندق. وعندها فقط استطاعت أرواحهم أن تتلاقى. 
===ماريبيل والعائلة الغريبة
ماريبيل والعائلة الغريبة هو عمل مسرحى، كتبه ميجيل ميورا وقُدمَ في 29 سبتمبر عام 1959 في مدريد. 

#### ملخص العمل
تجرى أحداث هذا العمل في مدريد وفي قرية في مقاطعة كوينكا. 

##### الفصل الأول
مارسيلينو هو رجلٌ دائماً يبحث عن امرأة على الرغم من أن أموره لا تسير بشكل جيد مع النساء. فمنذ أن توفيت زوجته القديمة بدأ يقلل من حديثه مع النساء. ولكن في يومٍ ما دخل إحدى الحانات وهناك رأى سيدة أحلامه. ومع ذلك مارسيلينو لم يكن يعلم أن هذه المرأة التي رآها في البار هي ماريبيل. 
وفي يومٍ قرر مارسيلينو أن يقدمها إلى عائلته وذهبا إلى بيت امه وعمته. هناك لم تكن ماريبيل تريد أن تتكلم لأنها تقول أنها في عجلةٍ من أمرها ولكن في النهاية أستطاعوا أن يجبروها وبقيت معهم لبعض الوقت. وفي هذه اللحظة دخل الطبيب الذي يأتى كل أسبوع ليعطى الحقنة لوالدة مارسيلينو، وسألته ماريبيل ان كان قد وجد شيئاً غريباً في هذه العائلة أم لا. بعد ذلك اتضح الاختلاف بين العائلتين حيث أن ماريبيل امرأة عصرية في حين أن عائلة مارسيلينو ذات طراز قديم. ولكن في النهاية أحبت ماريبيل هذه العائلة وبدأت تزورهم كل يوم حتى تعتنى بوالدة مارسيلينو وعمته، وحتى ترتب منزلهم بعض الشئ، الخ. 

##### الفصل الثانى
نرى في هذا الفصل صديقات ماريبيل المقيمات في منزلها لأن واحدة منهم تذهب لتعطى الحقنة لوالدة مارسيلينو لأن الطبيب في أجازة. يتضح أيضاً في هذا الفصل التغير اللغوى عند ماريبيل من حديث إلى رقيق. حينئذٍ اعتقدت صديقاتها أن شيئاً ما يحدث. 

##### الفصل الثالث
في هذا الفصل يقوم مارسيلينو باصطحاب ماريبيل وصديقاتها إلى مصنعه، مصنع الشوكولاتة. اعتقدت صديقات ماريبيل أنها سوف تقتل مارسيلينو، ولهذا عندما ذهب مارسيلينو ليحضر والدته وعمته هربت ماريبيل وصديقاتها عبر باب سرى يربط بين المصنع وغرفة ماريبيل. عندما عاد مارسيلينو مع والدته وعمته لم يجد ماريبيل هناك، فذهب ليبحث عنها في غرفة صديقاتها ولكنه لم يجدها هناك. وفي أثناء بحثه عنها تعود ماريبيل مجدداً من الباب السرى وتتقابل مع مارسيلينو وتبدأ في البكاء بين ذراعيه.
يبين هذا العمل سبب تسمية ميجيل ميورا هذا العمل بهذا الاسم: 

- عندما دخلت ماريبيل منزل مارسيلينو لأول مرة كانت تنظر اليه بشكل غريب وكانت تقول أنه مثل المتحف. كانت تعتقد أنها تعيش في شقة ولكنه لم يكن كذلك. ففى العصر الحديث، كانت ماريبيل تعيش في أماكن عصرية ولهذا كانت تعتقده كذلك.
- عندما طلبت والدة مارسيلينو وعمته من ماريبيل أن تجلس بجانب مارسيلينو حتى يروا إذا كانو مناسبين للزواج، قفزت ماريبيل واقفةً وهي تقول أنها لن تتزوج منه وهذا هو ما يحدث اليوم فعندما يعرف أحدَ شيئاً، يقوله في نفس الوقت.

===كارلوتا

كارلوتا هو عمل مسرحى للكاتب ميجيل ميورا، وقد عرض على مسرح الأميرة ايزابيل بمدريد في 12 أبريل عام 1957 . هو نوع من الكوميديا الساخرة، يتكون من فصلين وتجرى أحداثه في منطقة نائية من لندن خلال عام 1900. تدور قصة هذا العمل حول حل لغز جريمة قتل. 

#### ملخص العمل
دوجلاس هيلتون -مُخبر في شرطة سكوتلاند يارد- يواجه واحدة من أكبر التحديات المهنية له: حل لغز جريمة قتل كارلوتا -زوجة تشارلى بارينجتون- التي وقعت في منزل العائلة أثناء سهرةٍ مع الأصدقاء وبعد ليلة زفافها والتي اعترفت فيها لزوجها أنها كانت قاتلة. أصبح جميع الأشخاص مشتبه فيهم لأنه لم يكن هناك أحد قد دخل أو خرج أثناء مقتل كارلوتا، ولهذا السبب سوف يقوم المُخبر هيلتون بالتحقيق معهم حتى يُعيد ترتيب الأحداث السابقة واللحظات التي سبقت الجريمة وبالتالى يستطيع أن يكتشف القاتل.
تم تقديم هذا العمل في السينما مرتين: 
- الأولى في عام 1958 , في فيلم من إخراج انريكى كاهن سالابيرى مع الممثلين آنا ماريسكال وجورج ريجاود.
- الثانية في عام 1980 , في فيلم من إخراج استفانو رويا ويُعرف باسم «الحب هو السم» والذي مثلته بجدارة سيلفيا بينال.

كما أُتخذ أيضاً على شكل مسلسل وعُرض على شاشة التلفزيون الإسبانية في عام 1965 وعام 2000 .
===ثلاث قباعات من الزجاج

ثلاث قباعات من الزجاج هو عمل كوميدى كتبه ميجيل ميورا عام 1932 , وقد عُرض بعد كتابته بعشرين عامٍ، فهو يُعتبر واحداً من أعظم الأعمال المسرحية الفكاهية. يفترض هذا العمل -وفقاً لتكوينه- أنه عمل غنائى . فقد كتبه ميورا في حوالى ثلاثة أشهر، ووفقاً لتصريحاته الخاصة، أنه أنشأه بسهولة وسعادة وهو مليئ بالأحاسيس. وقد أعرب عن اعتقاده أنه وجد في هذا العمل أسلوب فريد من نوعه، وقد أبدى فخره بقوة ألحانه ووزنه وايقاعه المتميز الذي بدا مثل الشعر .
وفقاً لأرتورو رامونيدا، في هذا العمل ميورا قابل المعايشة السعيدة لكلٍ من الشعر والعاطفة مع الفكاهة والسخرية، فهم عالمين متناقضين ولا يمكن التوفيق بينهما: 
- البرجوازى والمنافق والصارم والمحدود من قِبَل أخلاقه الصارمة .
- وآخر أكثر حرية وحياة، فهو معارض للروتين والاتفاقيات ولا يزال يسمح بالخيال ونقاء المشاعر .

في عام 1932 تعرف ميورا على العديد من رجال الأعمال والممثلين وعرض عليهم هذا العمل ولكنهم لم يستطيعوا فهمه، وقد ظل هذا العمل دون أن يُقدم حتى عام 1989 . ففى هذا العام قَدم المسرح الاسبانى الجامعى هذا العمل في حفلة كاميرا واحدة، بقيادة جوستابو بيريث على المسرح الاسبانى بمدريد . رحب الجمهور المتكون من عدد كبير من الشباب والمثقفين بحماس كبير هذا العمل، وبعد فترة وجيزة بدأ أن يُقدم في شكلٍ تجارى، على الرغم من أن المسارح المعتادة والمشهورة لم يستطيعوا فهمه . وبعد تمثيل هذا العمل ثلاث مرات، قام بالانسحاب من الإعلان . ومن هذه التجربة قرر ميورا إنشاء نوع جديد من المسرح يُمكن الجمهور من فهمه بسهولة ويكون متماشياً مع ما يسمى «بالمسرح التجارى».
===دوروتيا الجميلة

دوروتيا الجميلة هو عمل مسرحى مكون من فصلين، كتبه ميجيل ميورا وقُدم في 24 أكتوبر عام 1963 على المسرح الكوميدى بمدريد .
ففى هذا العمل يجمع ميجيل ميورا بين الشعر والفكاهة، وفي نفس الوقت يُقدم نقد عنيف ومضحك على النميمة والثرثرة الشعبية . فقد رسم صورة دقيقة للمجتمع الاسبانى في أوائل القرن العشرين .
دوروتيا هي ابنة القائد المحلى . كانت كثيرة السفر ولهذا تعرفت على أنماط مختلفة من الحياة . في كل مرة كانت تقع في الحب، يبدأ سكان المدينة بنشر شائعات بأن صديقها يحبها فقط من أجل المال، مما أدى إلى تخلى حبيبها الأخير عنها رغماً عنه، تاركاً اياها وحيدة أمام هذة الشائعات . ولهذا قررت دوروتيا أن تنزل كل يوم وتسير في الشوارع الرئيسية وهي مرتدية فستان الزفاف، مما جعل الكثير من الجيران يضحكون عليها وينتقدونها .

## الجوائز[31]
- جائزة المسرح الوطني.
- جائزة (إسبيونسا وكورتينا) من الأكاديمية الملكية الإسبانية.

## روابط خارجية
- ميجيل ميورا على موقع IMDb (الإنجليزية)
- ميجيل ميورا على موقع ألو سيني (الفرنسية)
- ميجيل ميورا على موقع قاعدة بيانات الفيلم (الإنجليزية)